# Garin Sarkin Foulani (Zinder)
Garin Sarkin Foulani (auch: Garin Serkin Foulani) ist ein Weiler im Arrondissement Zinder V der Stadt Zinder in Niger.

## Geographie
Der Weiler befindet sich südlich des Stadtzentrums im ländlichen Gemeindegebiet von Zinder, der Hauptstadt der gleichnamigen Region Zinder. Zu den Nachbardörfern von Garin Sarkin Foulani zählen Dan Chamoua Haoussa im Nordosten, Toubori und Dan Kiffi im Südosten sowie Gogo im Süden.
Wie im gesamten Gemeindegebiet von Zinder herrscht das Klima der Sahelzone vor, mit einer durchschnittlichen jährlichen Niederschlagsmenge zwischen 300 und 400 mm.

## Bevölkerung
Bei der Volkszählung 2012 hatte Garin Sarkin Foulani 484 Einwohner, die in 98 Haushalten lebten. Bei der Volkszählung 2001 betrug die Einwohnerzahl 260 in 47 Haushalten.

## Wirtschaft und Infrastruktur
Es gibt eine Schule in der Siedlung.